# Teatro comunale Santa Maria del Mercato
Il Teatro comunale Santa Maria del Mercato di Serra San Quirico (AN) è lo storico teatro cittadino.

## Storia
Il teatro sorge all'interno dell'antica Chiesa di Santa Maria del Mercato, risalente al 1289 ed eretta accanto all'ingresso dell'antico borgo murato, presso il luogo dove un tempo si teneva il mercato. La sala teatrale è opera dell'ingegnere locale Enrico Piccioni e fu inaugurata nel 1928 come sede della locale Società Filarmonica. Per motivi di inagibilità il teatro fu chiuso nel 1979 e successivamente riaperto, dopo un accurato restauro, nel 1996.

## Architettura e decorazioni
La facciata conserva l'antico aspetto della chiesa medievale a cui si addossa un elegante campanile romanico a più livelli - elemento principale dell'edificio - traforato da monofore binate e bifore. 
L'interno è costituito da un'aula rettangolare con due ordini di palchetti, per un totale di 14, addossati alla parete d'ingresso. Le pareti laterali presentano ancora la spartizione a paraste joniche festonate con sovrastante trabeazione, dovuta al rifacimento cui fu sottoposto l'interno della chiesa nel 1870. Il palcoscenico sorge in luogo dell'antico presbiterio ed è preceduto da un boccascena ad arco policentrico.